# Hans Rueber zu Pixendorf

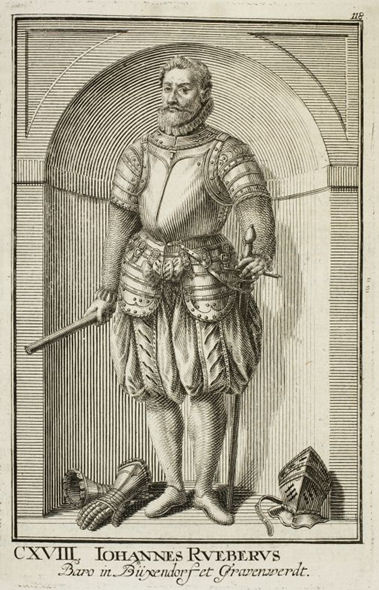
Johannes Rueber zu Pixendorf und Grafenwörth; Kupferstich 1601/1735

Hans (Johannes, Johann Baptist) Rueber (Rüber, Ruber), Freiherr zu Pixendorf (Püchsendorf, Puxendorff, Bixendorf, Büxendorff) , Grafenwörth (Grafenwert, Gravenwerdt) und Sonnberg (ungarisch Pisendorfi Rueber János (Ján); * 1529; † 12. Märzjul. / 22. März 1584greg. in Nagysáros [Sáros]) war kaiserlicher Feldoberst und österreichisch-ungarischer General in Diensten der Kaiser Karl V., Ferdinand I., Maximilian II. und Rudolf II.

## Kindheit und militärische Laufbahn
Hans Rueber wurde 1529 als Sohn von Christoph III. Rueber zu Pixendorf († 1581) und Appolonia Matseber (Maceber, Mattzeber) zu Judenau († nach 1567) geboren.
| Vorfahren des Hans Rueber, Freiherrn zu Pixendorf  | Vorfahren des Hans Rueber, Freiherrn zu Pixendorf                                                                        | Vorfahren des Hans Rueber, Freiherrn zu Pixendorf                                         | Vorfahren des Hans Rueber, Freiherrn zu Pixendorf                                                                                       | Vorfahren des Hans Rueber, Freiherrn zu Pixendorf | Vorfahren des Hans Rueber, Freiherrn zu Pixendorf | Vorfahren des Hans Rueber, Freiherrn zu Pixendorf |
| -------------------------------------------------- | --- | ----------------------------------------------------------------------------------------- | --- | --- | ------------------------------------------------- | ------------------------------------------------- |
| Urgroßeltern                                       | Christoph I. Rueber, Pfleger der Araburg und der Burg am Kahlenberg († vor 1482) ⚭ Barbara von Pottenbrunn († nach 1482) | Erasmus Thurnberger von Pixendorf ⚭ Ursula Schad von Lengenfeld                           | Johannes (Hanns) Matseber von Judenau ⚭ Anna von Fronau                                                                                 | Christoph Grabner auf Joslowitz, Herr zu Zagging († vor 1535), seit 1487 Herr zu Rosenburg, seit 1525 Herr zu Siebenbrunn ⚭ vor 1478 Hedwig Perger am Perg († vor 1502) |                                                   |                                                   |
| Großeltern                                         | Christoph II. Rueber, Herr zu Wolkersdorf († nach 1536) ⚭ Barbara von Thurnberg                                          | Christoph II. Rueber, Herr zu Wolkersdorf († nach 1536) ⚭ Barbara von Thurnberg           | (Hans) Wolfgang Matseber von Judenau, seit 1523 Herr auf Sonnberg († 1533) ⚭ Petronilla Grabner von Weitenegg und Zagging († nach 1547) | (Hans) Wolfgang Matseber von Judenau, seit 1523 Herr auf Sonnberg († 1533) ⚭ Petronilla Grabner von Weitenegg und Zagging († nach 1547)                                 |                                                   |                                                   |
| Eltern                                             | Christoph III. Rueber zu Pixendorf († 1581) ⚭ Apollonia Matseber zu Judenau († nach 1567)                                | Christoph III. Rueber zu Pixendorf († 1581) ⚭ Apollonia Matseber zu Judenau († nach 1567) | Christoph III. Rueber zu Pixendorf († 1581) ⚭ Apollonia Matseber zu Judenau († nach 1567)                                               | Christoph III. Rueber zu Pixendorf († 1581) ⚭ Apollonia Matseber zu Judenau († nach 1567)                                                                               |                                                   |                                                   |
| Hans Rueber Freiherr zu Pixendorf (* 1529; † 1584) | |                                                                                           | | |                                                   |                                                   |

Hans Ruebers Vater Christoph III. Rueber und sein Onkel Ferdinand Rueber erwarben 1538 Pixendorf als Lehen. Die Herrschaft Grafenwörth im heutigen Bezirk Tulln, die 1524 Johann (Hans) Kelberharter innehatte, kam wohl über die Familien Steinberger und Matseber an die Rueber. 1556 erbte Apollonia Rueber, die älteste Schwester von Hanns Matseber († 1556), mit dem die Familie ausstarb, Sonnberg und Judenau. 1559 wurden die beiden Herrschaften auf ihren Mann Christoph Rueber übertragen. Diese Erbschaft war in der Folgezeit Gegenstand verschiedener Prozesse zwischen den Familien Rueber, Gilleis, Schober, Grockhwitz und Ottenhofer. Der Streit um das Erbe Matseber wurde anlässlich des Speyerer Reichstags 1570 im kaiserlichen Hofrat verhandelt, ohne dass eine Entscheidung getroffen wurde. Im Dezember 1574 wurde auf Veranlassung von Kaiser Maximilian II. im Wiener Landhaus ein Vergleich geschlossen, bei dem die Rueber 2⁄5 der Erbschaft erhielten. 1561 kaufte Christoph Rueber vom Stift Göttweig die Herrschaft Katzelsdorf. Vom Bistum Passau trugen die Rueber Greifenstein und Altenberg zu Lehen.
In der Leichenpredigt wird Hans Rueber als „klein von Statur und mit einer schwachen Stimme begabt“ charakterisiert. Er besuchte die Landschaftsschule in Wien; einer seiner Mitschüler war der spätere Hofkriegsrat-Präsident Wilhelm Freiherr von Hofkirchen (um 1529–1584). Seine Kavaliersreise führte ihn nach Italien, Spanien, Frankreich und Belgien (Spanische Niederlande).
Rueber trat unter König Philipp II. von Spanien bzw. unter dem Feldherrn Ferrante I. Gonzaga (1507–1557) in die Dienste Kaiser Karls V. ein und sammelte in Italien (Piemont) und Südfrankreich (Gallia Narbonensis) in den Italienischen Kriegen erste militärische Erfahrungen. Am Zug des Moritz von Sachsen (1521–1553) nach Ungarn 1552 gegen die Türken konnte er nicht wie geplant teilnehmen, weil er sich während der häuslichen Vorbereitungen bei einer Schwarzpulver-Explosion verletzte. Hans Rueber kämpfte 1552 unter Emanuel Philibert von Savoyen (1528–1580) in Flandern; 1553 nahm er unter Philipp II. von Eberstein (1523–1589) an der Belagerung von Hesdin teil. In der Gegend des späteren Philippeville wurde er schwer verwundet. 1556 kämpfte Rueber mit Erzherzog Ferdinand I. (1503–1564) gegen die Türken in Ungarn und half im selben Jahr, die Festung Szigetvár bei ihrer ersten Belagerung zu entsetzen. Nach einem Vorstoß zur Rückeroberung von Schloss Babócsa wurde er zusammen mit Nikola Šubić Zrinski (Nikolaus Schubitsch von Serin) (* 1508 oder eher 1518; † 1566), Nikolaus von Polweiler (1525–1588), Otto Heinrich von Puchheim († 1577) und einem „Gylis“ – vermutlich Wolfgang Georg I. Gilleis (1530–1593) – zum Ritter geschlagen. 1558 nahm Hans Rueber an der Schlacht bei Gravelines (niederländisch Grevelingen) teil.
Im Juni 1560 nahmen der „Gestreng Herr Hans Rüber zu Pichsendorff und Suneberg, Ritter“ als Hauptmann über 50 Reiter und sein Bruder Ferdinand an den von Erzherzog Maximilian zu Ehren von Herzog Albrecht V. von Bayern veranstalteten Turnieren in Wien teil; Ritter (eques auratus) Iohannes Rueber trat als Anführer seines Haufens unter der Devise Gott allein die Ehr an. Der kaiserliche Sekretär Paul Pfinzing von Henfenfeld (1523–1570) korrespondierte 1563 wegen einer Bestallung von Hans Rueber aus Madrid mit Günther XLI. Graf von Schwarzburg (1529–1583). Ferdinand I. berief Rueber zum Hauptmann der Leibgarde („Hartschier“).

## Oberungarn
Am 19. März 1564 wurde Hans Rueber von Erzbischof Johann Jakob Kuen von Belasi (um 1515–1586) von Salzburg zum Rittmeister „zu behuff der Lanndspergischen Schirms-verein“ bestellt. Bereits im Spätsommer desselben Jahres wurde er von Maximilian II. (1527–1576) unter Belassung der salzburgischen Bestallung, die 1568 noch einmal erneuert wurde, bei den „Deutschen Reitern“ in Raab eingesetzt. Zusammen mit Lazarus von Schwendi (1522–1583) sollte er die habsburgisch-türkische Grenze sichern. Rueber befehligte ein Reiterkorps von 200 Mann, in dem auch Christoph IV. von Liechtenstein († 1585) als Rittmeister und Job Hartmann von Trauttmansdorff zu Totzenbach (1538–1596) als Blut-Fähnrich („pluetfenderich“) dienten. 1565 schlug Schwendi dem Kaiser vor, Rueber eines der beschlagnahmten Bergwerke des Péter Deák († um 1569) zu überlassen. Die Stadt Kisvárda (Klein-Wardein), die von Soldaten des Siebenbürger Fürsten Johann Sigismund Zápolya überfallen worden war, eroberte Rueber 1567 in einem Handstreich zurück. Nach einem Waffenstillstand vom Januar 1567 wurde die Truppe aufgelöst.
1567 traf Michael von Saurau († 1572) auf dem Weg der österreichischen Gesandtschaft nach Konstantinopel in Pixendorf „den alten Rueber mit sein zweien Sünn Hanß und Carl Rueber sambt Graf Bernhardt von Hardeggt [um 1540-1584], einer von Schulnwerg, Bunigka, Hannß Sellitz, des Hanß Ruebers Leudenambt, Regenspurger Fähndrich“.

### Hauptkapitän
Von April 1568 an hielt sich der erkrankte Hans Rueber mit seiner Familie 16 Wochen lang zur Kur in Leutschau in „Feigel's Haus“ auf. Hier übernahm Rueber im Mai von Schwendi bis zu seinem Tod 1584 als Hauptkapitän den Oberbefehl der habsburgischen Truppen in Oberungarn. Das von ihm in Kaschau (Košice) bewohnte gotische Bürgerhaus ist erhalten (Hlavná ulica 94 neben dem heutigen Slowakischen Technischen Museum, dem sog. Kapitänspalast – Kapitánsky palác oder Rákocziho palác). Er ließ in seiner Amtszeit die Nebenbetriebe und Werkstätten des Zeughauses in Kaschau, das für die Versorgung von etwa 15 Grenzfestungen zuständig war, unter Oberstzeugmeisteramts-Lieutenant Andreas Illenfeld († 1587) stark ausbauen. Lieutenant Bernhard von Waldau († um 1611) und David I. Ungnad von Weissenwolff (1535–1600) – später kaiserlicher Gesandter nach Konstantinopel – dienten zeitweise unter Rueber in der Zips.
Hans Rueber wurde 1572 auf dem ungarischen Reichstag in Pressburg das Indigenat (vergleichbar der Staatsbürgerschaft) zuerkannt. Kaiser Maximilian II. schenkte ihm „in Anbetracht seiner treuen Dienste“ ein Gnadengeld von 10.000 Gulden und verpfändete ihm zur Sicherheit dafür auf 5 Jahre die Herrschaft Nagysáros (Sáros). Rueber wurde zu ihrem „Ober-Gespan“ (Kreisoberst; Comes) ernannt.
1573 ließ der erkrankte Rueber den Arzt und Mathematiker Georg Joachim Rheticus (1514–1574) zu sich nach Kaschau (Košice) rufen, wo dieser jedoch an einer Lungenentzündung verstarb. Zur Ordnung und Herausgabe von Rheticus’ Nachlass, für dessen Bewahrung sich der Krakauer Humanist Andreas Dudith (1533–1589) einsetzte, verpflichtete Rueber im Auftrag von Maximilian II. den Mathematiker Valentinus Otho (um 1548–1603), der bis 1577 in Kaschau blieb. Rueber bat Kurfürst August von Sachsen (1526–1586) im März 1574 für Bogdan IV. Lăpușneanu von Moldawien (1553–1574/77), der sich 1574 mit seinem Sekretär bei ihm aufhielt und nach Russland zurückkehren wollte, um Geleitbriefe und Fürsprache bei König Friedrich II. von Dänemark. Im September 1574 berichtete Hubert Languet (1518–1581) dem Kurfürsten August von der angeschlagenen Gesundheit Ruebers, der mit Soldaten zur Burg Kálló (Komitat Nógrád) aufgebrochen war. Im Dezember bat Rueber die Stadt Leutschau, ihm einen Doktor zu schicken. Rueber sorgte 1574 dafür, dass der Reichspfennigmeister Damian von Sebottendorf († 1585) in Leipzig eine Schuld aus der Zeit seines Vorgängers Schwendi an die Stadt Leutschau bezahlte.
1575 gewährte Rueber dem habsburgertreuen ungarischen Adeligen und Siebenbürger Thronprätendenten Kaspar Bekes (Békés Gáspár) (1520–1580) nach dessen Niederlage gegen Stefan Báthory (1533–1586) am 9. Juli in der Schlacht bei Kerellő-Szent Pál Zuflucht. Am 26. Juli 1575 kündigte General Rueber nach einer Mitteilung von Tiburtius Himmelreich († 1610) an Hugo Blotius sein Amt auf; der Rücktritt wurde aber offensichtlich nicht angenommen.
Den auf dem Regensburger Reichstag 1576 versammelten Reichsständen wurde ein von Hans Rueber und Christoph von Teuffenbach (* um 1545; † 1598), dem Oberkommandanten von Szatmár, erstelltes Gutachten vorgelegt, dass die Besoldungskosten an der türkischen Grenze auf jährlich 1.673.301 Gulden für den Kriegsfall bezifferte. Der Reichstag bewilligte ungefähr 40 % dieser Summe (60 Römermonate) und erhöhte damit die bisherige Unterstützung deutlich.
1576 erwarb Rueber von Albert (Olbrycht) Łaski (1527–1605), dem Woiwoden von Sieradz, Alchemisten und Agenten Maximilians II. bei der gescheiterten polnischen Königswahl 1575, für 18.000 Gulden das Schloss Kesmark, das Łaski bereits 1571 an ihn verpfändet hatte, und die Herrschaft Schawnig (Spišský Štiavnik). Dabei erwirkte er von Łaski die Freilassung von dessen verstoßener Frau Beata Kościelecka (1515–1576) aus elfjähriger Kerkerhaft und ihre Übersiedlung nach Kesmark, wo sie wenig später verstarb. Als Zins erhielt Rueber von der Stadt Kesmark jährlich 600 Gulden.

### Siebenbürger-Ungarische Verschwörung
Nach der Wahl von Stefan Báthory von Siebenbürgen zum König und Großfürsten von Polen-Litauen informierte 1576 ein ungenannter Kapitän Hans Rueber darüber, dass Simon Forgách (1526–1598), der Oberkapitän von Cisdanubien, sich mit der Familie Báthory und einem großen Teil des ungarischen Adels gegen den Kaiser verschworen hatte. Auch die Szatmárer Hauptleute György Rákóczy, Pál Deregnyey und Ferencz Kálnássy zeigten Rueber die Verschwörung an, und Miklós (Niklas) Szentkirályi schickte ihm einen abgefangenen Brief von János Balassa an die Siebenbürger Mitverschwörer zu. Rueber zitierte Caspar Péchy (um 1523–1576), der von einem Diener verraten worden war, und die Richter und Ortsvorsteher der 13 Zipser Städte, die mit Báthory sympathisierten, vor sich nach Kaschau und forderte ihre Loyalität dem Kaiser gegenüber. Nach Wien berichtete Rueber detailliert über die Konspiration und forderte Verstärkung an. Stefan Báthory, den königlich ungarischen Oberst-Landrichter (Judex curiae Regiae) Miklós Báthory (1520–1585) zu Ecsed, Caspar Mágóscy und andere warnte er brieflich vor einer Verschwörung.
Erzherzog Matthias (1557–1619) besuchte Rueber in Grafenwörth im Oktober 1577 auf seiner Reise in die Burgundischen Niederlande. In seiner Begleitung waren als Agenten der niederländischen Stände sein Kämmerer Kaspar von Danwitz († 1597) auf Giersdorf (Gierszowice), Johnsdorf (Janów) und Bischdorf, und der Botschafter Gauthier (Wouter, Willem) van der Gracht (1530–1593), seigneur de Maelstede. Obrist Rueber soll den Erzherzog überredet („persuadiert“) haben, die von den antispanisch eingestellten „Staaten“ (Provinzen) angetragene Statthalterschaft in den Niederlanden (1577 bis 1581) ohne Wissen seines Bruders Rudolphs II. und der Kaiserwitwe Maria von Spanien zu übernehmen.
Hans Ruebers im Frühjahr 1578 vorgetragener Wunsch, in die Niederlande versetzt zu werden, wurde von Kaiser Rudolph II. nicht bewilligt.
Am 29. April 1578 bestätigte Kaiser Rudolph II. (1552–1612) – abweichend von seiner sonstigen streng katholischen Religionspolitik – Hans Rueber das Privileg, dass eine Vertreibung der unter seinem Patronat stehenden evangelischen Pastoren aus den 13 Zipser Städten durch die Besatzung oder die Beamten der polnischen Lublauer Burg nicht geduldet werde.

### Finanzielle Schwierigkeiten
Jahrelang blieben Erstattungen aus Wien für die Soldzahlungen aus. 1579 hatten die Deutschen Reiter in Raab seit sechs Jahren keine Bezahlung erhalten, in Oberungarn warteten die Soldaten teilweise seit acht oder zehn Jahren auf ihren Sold, „und aus der Ursach hat man auch dem Feldobristen daselbst, den Rueber, bisher von hie nit abfertigen mugen“. Finanziell geriet Hans Rueber, der bei den Habsburgern 83.725 Gulden Außenstände hatte, zunehmend in Schwierigkeiten. 1577 verpfändete er Kesmark zwei Jahre lang für 12.000 Gulden an Stanislav II. Thurzo (um 1531–1586). 1578 nahm er ein 7-%-Darlehen über 4818 Gulden bei der Augsburger Firma Leonhard Weiß (1503–1587) & Co. auf. Nach Intervention des Erzherzogs Ernst von Österreich (1553–1595) verpfändete er 1579 das Erbrecht an den Kesmarkischen Gütern, das er von Łaski erworben hatte, für 42.000 Gulden an Sebestyén Thököly († 1607), einen geadelten Kaufmann aus Timișoara, mit dem er sich anschließend zerstritt. 1581 führte er einen Gütertausch mit Propst Adam Faber († 1589) vom Stift Dürnstein durch, das einige Untertanen in Grafenwörth hatte. 1582 verpfändete er die Ämter Freindorf, Abstetten, Spital, Perndorf, Obersee, Rohrbach, sowie Amt und Dorf Michelhausen – teilweise Lehen des Hochstifts Regensburg – gegen 8800 Gulden an Helmhard VIII. Jörger von Tollet (1530–1594); 1583 verpfändete er diesem auch Judenau.
Umgekehrt waren 1580 die Herrschaft Szádvár „auf Wolgefallen unnd biss die Pfandtsuma wider bezalt wird“ für 24.000 Gulden und 1582 die Herrschaft Scharosch für 25.000 Gulden auf zehn Jahre von der Kaiserlichen Hofkammer an Rueber verpfändet worden. Kaiser Ferdinand III. wies 1643 eine Obligation über 1000 Gulden an Ferdinand Rueber an. Die Erben Rueber machten noch 1725 eine Schuldforderung gegen die österreichische Hofkammer geltend. Kaiser Karl VI. bewilligte 1731 schließlich 48.000 Gulden auf die Forderung.
Am 24. Mai 1579 wurde sein Vater Christoph bzw. am 18. Oktober 1581 wurde Hanns Rueber zu Pixendorf, Rat und Feldobrist im oberen Kreis der ungarischen Krone, von Kaiser Rudolf II. in den erblichen Freiherrenstand erhoben.
Unter seine Offiziere in Kaschau berief Hans Rueber Anfang der 1580er Jahre auch Sigmund II. Hager zu Allentsteig (* 1547; † nach 1618). Ferdinand Graf Nogarola († 1590), Herr zu Alt-Spaur und Erensburg, seit 1578 Ruebers Stellvertreter, mit dem Rueber bereits 1568 zusammengearbeitet hatte, löste ihn um 1580 faktisch als Oberbefehlshaber in Oberungarn ab, auch wenn Rueber bis zu seinem Tode dort Generaloberst blieb.

### Verhandlungen über die Grenzfestung Sathmar
1583 bis 1585 fanden in Kaschau habsburgisch/ungarisch-polnische Verhandlungen über den Status der Grenzfestung Sathmar (Satu Mare) statt. Der italienische Jesuit Antonio Possevino vertrat Stephan Báthory, den König von Polen. Die Vertreter des ungarischen Königs Rudolph I. waren Georg Bornemisza, der Bischof von Großwardein (Oradea), Johann Rueber, Ferdinand Graf Nogarola als Hauptmann von Sathmar, Felician von Herberstein († 1590), der Leiter der Bergkammer und der Münzstätten Neustadt (Baia Mare), und Franz Nagyváthy († um 1593), Rat der Kammer zu Zips. Bereits 1573 hatte Hans Rueber wegen einer Beschwerde von Báthory Miklos (Nikolaus), dessen Familie seit etwa 1543 mit dem Ort belehnt gewesen war, an den Verwalter der Festung geschrieben.

### Tod
Rueber starb an den Folgen eines im Winter 1583/84 erlittenen Schlaganfalls, dessen Folgen er durch eine „Holtz Chur“ in Wien und Krakau zu mildern suchte, und erlag einem hohen Fieber. Er wurde im Dom der Heiligen Elisabeth in Kaschau beigesetzt. Um 1585 ließ seine Familie dem Hauptkapitän Oberungarns Hans Rueber von Püchsendorf in dieser Kirche ein Marmorgrabdenkmal setzen, das sich heute in Budapest befindet.
Der gekrönte Poet Nicodemus Frischlin (1547–1590) widmete ihm als Nachruf das Gedicht „In obitum magnifici et generosi Herois, D. Iohannis Rueberi in Pyxendorf & Gravenuuerda, Equitis aurati, L. Baronis Austriaci, & Comitis in Saaros, D. D. Maximil. II. & Rodolphi II. Impp. Consiliarij, atque Polemarchi in superiore Hungaria, & c.“
Nach Ruebers Tod verkaufte 1586 der Vormund seiner Kinder, Wolfgang Georg I. Gilleis, Freiherr von Sonnberg und Hollabrunn-Raschala (1530–1593), die Mehrzahl der Güter und Rechte. 1586 war Oswald von und zu Franking (Frengkhing) Bestandinhaber (Pächter) der Herrschaft Grafenwörth; allerdings residierten die Söhne Hans und Georg Rueber auch später noch im dortigen Schloss und wurden 1601 und 1602 von Erzherzog Matthias ermahnt, die Grenzen der kaiserlichen Konzession von 1599 zur privaten protestantischen Religionsausübung nicht zu überschreiten. 1587 wurde die Landgerichts-Gerechtigkeit über Judenau, Aspern, Kronau, Langenschönbichl und Neusiedl an Helmhard VIII. Jörger verkauft. 1602 verkauften die Söhne Ruebers das ehemalige Kälberharter Amt bei Grafenwörth an die Herrschaft Krumau am Kamp. 1610 fiel die nicht eingelöste Pfandherrschaft Kesmark an István Thököly (1581–1651).

## Förderer des Protestantismus

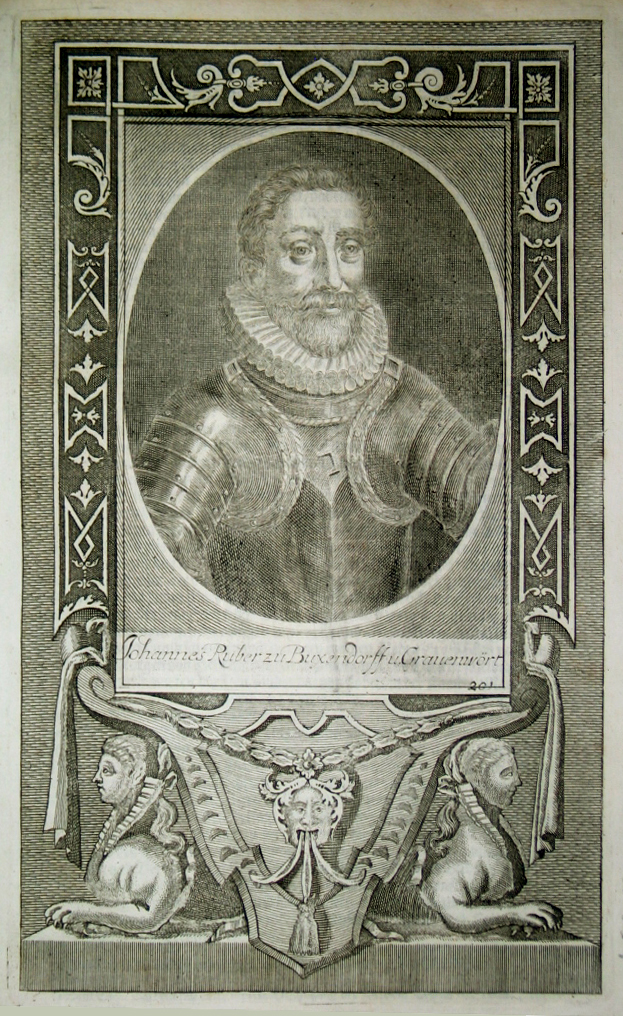
Hans Rueber zu Pixendorf und Grafenwörth; Kupferstich aus dem 17./18. Jh.

Hans Rueber von Pixendorf war Protestant; er wurde während der Regierungszeit des vermutlich innerlich evangelisch gesinnten, konfessionell toleranten Kaiser Maximilian (1564–1576) gefördert und verwandte seinen Einfluss zur Unterstützung der Protestanten in Österreich und Ungarn. Rueber galt auch als Beschützer der evangelischen Bewohner der an Polen verpfändeten Zipser Städte.
1564 setzte er Joachim Magdeburg (* 1525; † um 1587) auf Empfehlung der Grafen von Mansfeld als lutherischen Garnisonsprediger für die „Deutschen Reiter“ in Raab ein und nahm ihn verschiedentlich mit nach Grafenwörth. Dort verfasste Magdeburg 1566 ein flacianisches „Bekandnus des Glaubens“, das von 19 österreichischen Predigern unterschrieben wurde (auch als Confessio Magdeburgii bezeichnet, zu unterscheiden von der Confessio Magdeburgensis von 1550). Rueber installierte Magdeburg 1580 als Pfarrer in Grafenwörth, aber entließ ihn schließlich 1581 als Flacianer.
Am 3. Februar 1572 gehörte Rueber zu den 22 Unterzeichnern des Beschlusses, als die beiden Stände der Herren und der Ritterschaft des Erzherzogtums Österreich die lutherische, von David Chyträus (1530–1600) ausgearbeitete „Christliche Kirchen-Agenda“ annahmen.
Um 1575 nahm Rueber Mag. und Liz. Mento Gogreve (* 1541; † nach 1588) bei sich als Prediger auf. Er und sein Vater Christoph beriefen 1577 Isaak Eisenkeg (* 1553; † nach 1580) aus Regensburg, der katholischer Priester gewesen war, nach dessen Konversion zum Pfarrer von Zwentendorf, Hieronymus Weidner (* 1539; † nach 1580) zum Schlosskaplan in Judenau und 1579 Markus Volmarius († nach 1582) zum Pfarrer in Michelhausen. Hans Rueber ließ am 10. August 1579 in Kaschau ein Examen durchführen, bei dem sein Hofprediger Gogreve den Pfarrer Johannes Lauchhammer (Leutchamerus, Lemhamerus) über seine Auffassung des Abendmahls befragte und Philipp Melanchthons dogmatisches Lehrbuch Corpus doctrinae Christianae (1560) scharf kritisierte.
Um 1580 holten Hans Rueber und seine Frau Judith die Regensburger Pädagogin und lutherische Kirchenliederdichterin Magdalena Heymair als Hofmeisterin für das Frauenzimmer des Haushalts bzw. als Erzieherin für ihre Kinder nach Grafenwörth. Kaspar Kratzer (* 1545; † nach 1585) bestellte Rueber 1580 zum Hofprediger für die deutsche Gemeinde in Kesmark.
1583 berief Hans Rueber Magister Wilhelm Friedrich Lutz (1551–1597) zu seinem Hofprediger in Kaschau. Kurz vor seinem Tode sprach Rueber sich für die Annahme der Konkordienformel aus und wies seine Prediger an, sie in den Gottesdiensten statt der Predigt zu verlesen und zu erklären.
Nach Ruebers Tod berief seine Witwe Judith 1586 Hieronymus Deubener (Peristerius) († nach 1601), den Rektor des Grazer Gymnasiums, als ihren Hofprediger nach Grafenwörth.

## Familie
Hans Rueber war dreimal verheiratet und hatte mindestens 12 Kinder;
aus der 1. Ehe mit Anna von Hanon († 1562), gestorben im Kindbett, Epitaph in Sonnberg, Tochter von Thomas de Hannon aus Belgien:
1. Christoph Thomas Rueber († 1560),
2. (Sohn) († 1562);

aus der 2. Ehe (1564) mit Marianna (Maria Anna) von Welsberg (1540–1575), Tochter von Paul Herr von Welsperg (1489–1563) und Dorothea von Schweinsberg (* 1518):
1. Maria Rueber (1565–1594), die älteste Tochter, war I. (⚭ 1583 in Kaschau) mit dem kaiserlichen Obristen und Kommandanten zu Erlau, 1584 kommandierendem General in Oberungarn Hans Bartolome Freiherr von Kollonitsch († 1587) und II. (⚭ 1589) mit dem kaiserlichen Gesandten in Konstantinopel Joachim I. von Sinzendorf, Herrn von Goggitsch (1544–1594) verheiratet, unter ihren Kindern war
  1. August von Sinzendorf (1590–1637), 1612 Reichsfreiherr, kaiserlicher Kämmerer, Epitaph in der Filialkirche St. Anna im Felde in Pöggstall, verheiratet mit Elisabeth von Trautmannsdorf,
2. Katharina Rueber (* 1568; † 1586/94[A 14]), verheiratet mit Stephan Torreck von Emingen,
3. Anna Rueber (* 1571; † nach 1624[A 15]) heiratete um 1600 Ehrenreich (Ernricus) Herrn von Gera zu Straßfried und Michelstetten (* 1569; † zwischen 1619 und 1624)[73], Sohn von Franz Herr von Gera († 1594) und (⚭ 1568) Emerentiana von Pirching († um 1574), Obrist und Oberhauptmann der Landschaft unter der Enns, unterzeichnete 1608 den Horner Bundbrief; 4 Töchter und 2 Söhne, darunter:
  1. Johann Franz von Gera, unverheiratet gestorben,
  2. Franz Albrecht von Gera († nach 1669), verheiratet mit Regina Elisabeth von Eibiswald († nach 1669),
4. Johannes Christoph Rueber (1573–1574),
5. Georg Rueber (ungarisch „Rueber György“) († wohl um 1620) wurde kaiserlicher Oberst und kommandierte zusammen mit seinem Schwager Hans Bartolome Freiherr von Kollonitsch († 1587) die Festung Tokaj. Er wurde 1596 in der Schlacht bei Mezőkeresztes (Keresztes) verwundet und 1597 im Beisein von Erzherzog Maximilian III. (1558–1618) bei Mosonmagyaróvár (Wieselburg) zum „Fendrich“ unter Hauptmann  Bernhard Leo Gall von Gallenstein († 1606) bestellt.[74] Georg[75] Rueber verteidigte Tokaj lange 1606 im Aufstand des Stephan Bocskai (1557–1606), musste jedoch kapitulieren, als die Nahrungsvorräte in der belagerten Stadt ausgingen, erhielt 1611 das böhmische Inkolat, sein Stammbuch mit Einträgen zwischen 1597 und 1618 ist erhalten,[76]
6. Hans (Johannes Baptist) Rueber d. J. (1575–1634), 1584 Kammerjunge im Hofstaat des Erzherzog Matthias in Linz, zu dem auch sein späterer Schwager, der Lyriker Christoph von Schallenberg (1561–1597) als Truchsess gehörte,[77] 1594 zusammen mit Kaspar Breuner immatrikuliert in Padua, im selben Jahr in Bologna, im April 1595 in Siena; 1595 diente er als „Fähndrich“ unter Oberst Ulrich von Königsberg Freiherr von Pernstein (1547–1601) und Rittmeister Hans Freiherr von Karling in Niederungarn. Hans d. J. war (1607) mit Leonora von Schallenberg (* 1571; † zwischen 1638 und 1640)[A 16], Tochter von Wolfgang von Schallenberg zu Piberstein und Luftenberg (1533–1602) und Susanna Katharina Freiin von Eck und Hungersbach (1550–1630), verheiratet. Hans Rueber unterzeichnete 1608 den Horner Bundbrief und erhielt 1611 das böhmische Inkolat; seine Kinder:
  1. Ferdinand Graf Rüber von Pixendorf († 1689), heiratete Anna Maria Jörger von Tollet (um 1610–1687), Tochter von Georg Wilhelm Jörger von Tollet (1580–1617) und (⚭ 1608) Anna Maria Khevenhüller (1585–1619), war 1652 noch Protestant; 1661 durch Kaiser Leopold I. in den erblichen Reichsgrafenstand erhoben;[78] seine Erben verkauften Schloss Kesmark 1702 an die Stadt Kesmark, deren Töchter:[79]
    1. Regina Isabella Gräfin Rüber von Pixendorf (1641–1720), heiratete 1687 Ulrich Hipparchos von Promnitz (1636–1695),
    2. Anna Maria Gräfin von Rueber (1643–1685),[80] heiratete Oberstallmeister Adam Graf von Windischgrätz (1627–1704), Großmutter von Moritz Karl zu Lynar (1702–1768) und Rochus Friedrich zu Lynar (1708–1781),
    3. Eva (Eleonora) Susanna Gräfin Rueber von Pixendorf (1645–1695), heiratete 1673 Otto Laurenz Graf von Abensperg und Traun (1638–1695), deren Sohn:
      1. Otto Ferdinand von Abensperg und Traun (1677–1748), österreichischer Feldmarschall,

  2. Hans Bernhard Rueber (* nach 1607), unverheiratet gestorben,
  3. Wolf Adam Rueber (* nach 1608), heiratete 1630 in Nußdorf ob der Traisen Maria Isabella Kornfail von Weinfelden zu Würmla;[81] kinderlos verstorben,
  4. Isabella (Elisabeth) Rüber von Pixendorf (1619–1669), heiratete um 1637 Wolfgang Georg II. Gilleis (1601–1651), Herr zu Sonnberg, Sohn von Andreas Gilleis (1583–1624) und Margaretha von Herberstein (1585–1611), verkaufte 1663 u. a. die Herrschaft Sonnberg an Gundacker von Dietrichstein,
7. Sophia Rueber (* 1577) heiratete Baron Heinrich Friedrich von Knabenau (1571–1621), deren Sohn: Carl-Christian Friedrich Wilhelm von Knabenau (1597–1630), Gutsbesitzer in Kurland

aus der 3. Ehe (Oktober 1578) mit Judith Beheim von Friedesheim (1542–1588), Tochter von Bernhard Beheim (Behem, Böham) von Friedesheim (1483–1547) und dessen zweiter Frau Margarete von Blumenegg († 1572). Judith Beheim von Friedesheim war mit drei führenden österreichischen Protestanten verheiratet: in erster Ehe (⚭ 1570) mit Hans von Landau, Freiherr zu Haus und Rappottenstein (1535–1575), in zweiter Ehe mit Hans Rueber zu Pixendorf und in dritter Ehe (⚭ 21. Mai 1586) mit Christoph Freiherr von Prag zu Windhaag und Engelstein (* 1542; † zwischen 1606 und 1617), Grabstein in der Friedesheimer Erbgrablege in der Pfarrkirche Hl. Pankraz von Lengenfeld:
1. Samuel Rueber (* 1580; † um 1585), dargestellt auf dem Grabstein seiner Mutter als früh verstorbenes „Sönle“,
2. Johannes Christoph Rueber (1581–1586),[68]
3. Judith Rueber, dargestellt auf dem Grabstein ihrer Mutter, 1592 und 1599 Stammbucheinträgerin,[86] verheiratet seit 1609 mit Karl (Wilhelm) von Friedesheim (1583–1647), Sohn von Johann Thomas Beheim von Friedesheim († 1587) und Judith von Sinzendorf; Karl von Friedesheim unterzeichnete 1608 den Horner Bundbrief, 1620 geächtet, 1621 begnadigt, leistete 1629 Ferdinand III. die Erbhuldigung, begütert mit dem Freisitz Burghof bei Krems, deren Kinder:
  1. Wolfgang Karl von Friedesheim,
  2. Georg Ehrenreich von Friedesheim,
  3. Adolph Günther von Friedesheim,
  4. Anna Judith von Frideßheim († nach 1630), 1630 Stammbucheinträgerin, verheiratet mit Johann Albrecht von Kainach,
  5. Maximiliana Engelburgis von Frideshaimb († nach 1632), 1632 Stammbucheinträgerin.

Als Geschwister von Hans Rueber bzw. als Kinder von Christoph III. Rueber und Appolonia Matseber werden 1547 genannt:
1. Regina († 1600),
2. Susanna (* 1522/23; † 1542?), verheiratet seit 1537 mit Balthasar III. von Kittlitz († 1552) auf Schweinitz,
3. Hans (1529–1584),
4. Ferdinand († 1562), 1550 immatrikuliert in Wien,
5. Christoph IV.
6. Karl († um 1583/84); verheiratet mit seiner Stiefnichte Margaretha (Marusch) Freiin von Landau († 1589)[A 17], Tochter von Hans von Landau (1535–1575), Freiherr zu Haus und Rappottenstein, und Judith Beheim von Friedesheim (1542–1588), zeichnete sich militärisch als Oberst in den Türkenkriegen aus[88], 1576 bis 1583/84 Kommandant von Tokaj[89],
7. Sophia († 1574).

Hans Rueber ist ein direkter Vorfahre zahlreicher Personen des europäischen Hochadels.

## Wappen

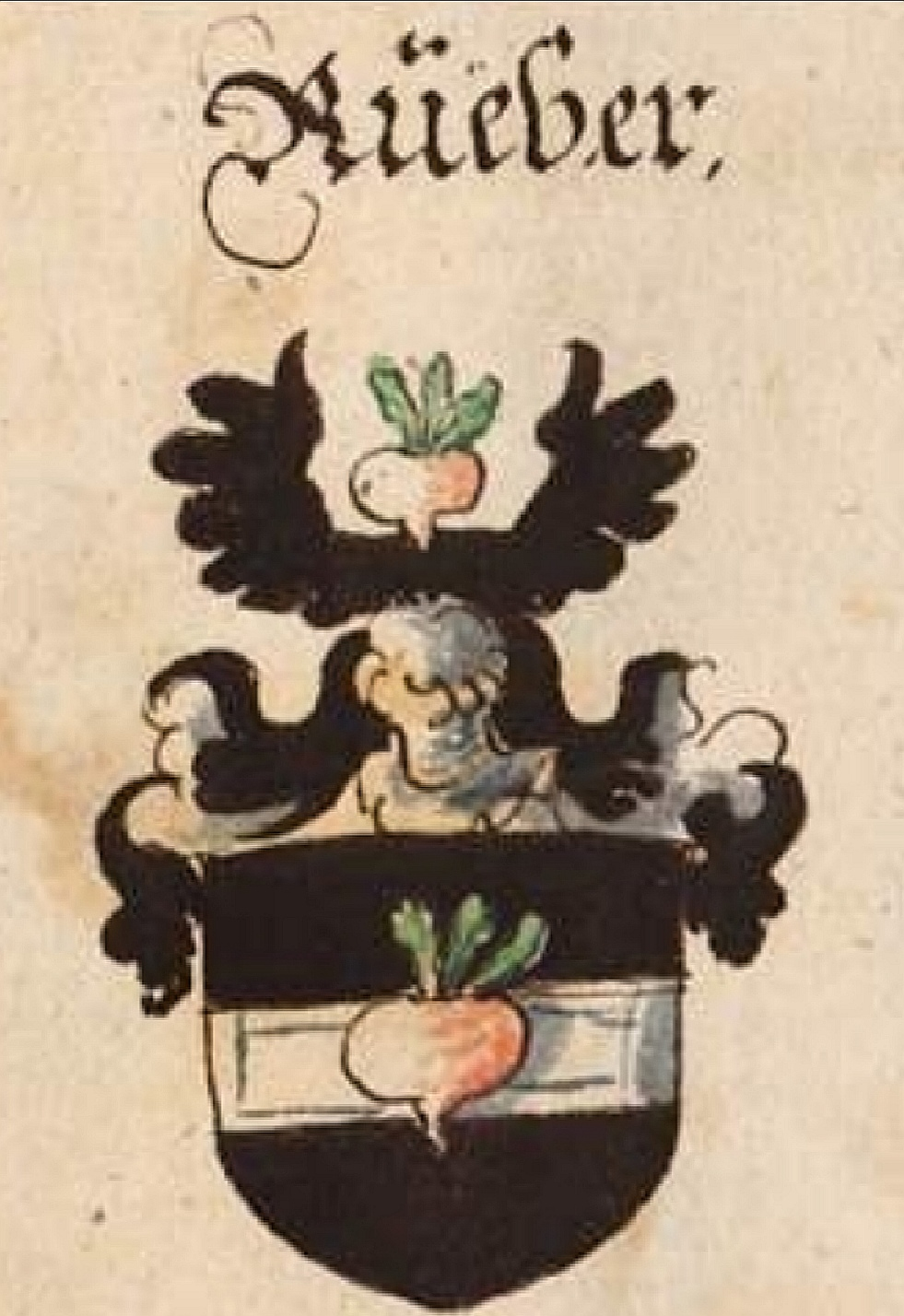
Wappen der Familie Rueber

Das freiherrlichen Wappen der Rueber zu Pixendorf und Grafenwörth: in Rot ein goldener Balken mit einer natürlichen Rübe an ihren grünen Blättern. Auf dem Helm mit rot-goldenen Decken die Rübe zwischen einem roten, mit einem goldenen Balken belegten Flug.

## Varia
In der Hofjagd- und Rüstkammer des Kunsthistorischen Museums in Wien wird Ruebers Trabharnisch aus der Ambraser Sammlung ausgestellt (Inv.-Nr. A 1212).